# Funiculaire de Chaumont

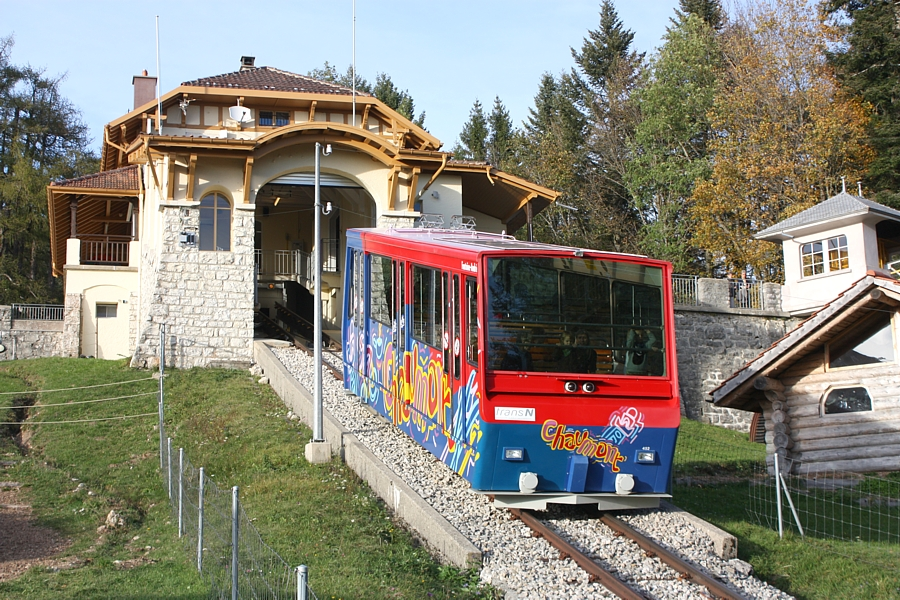
L'unique voiture quittant la gare supérieure de Chaumont

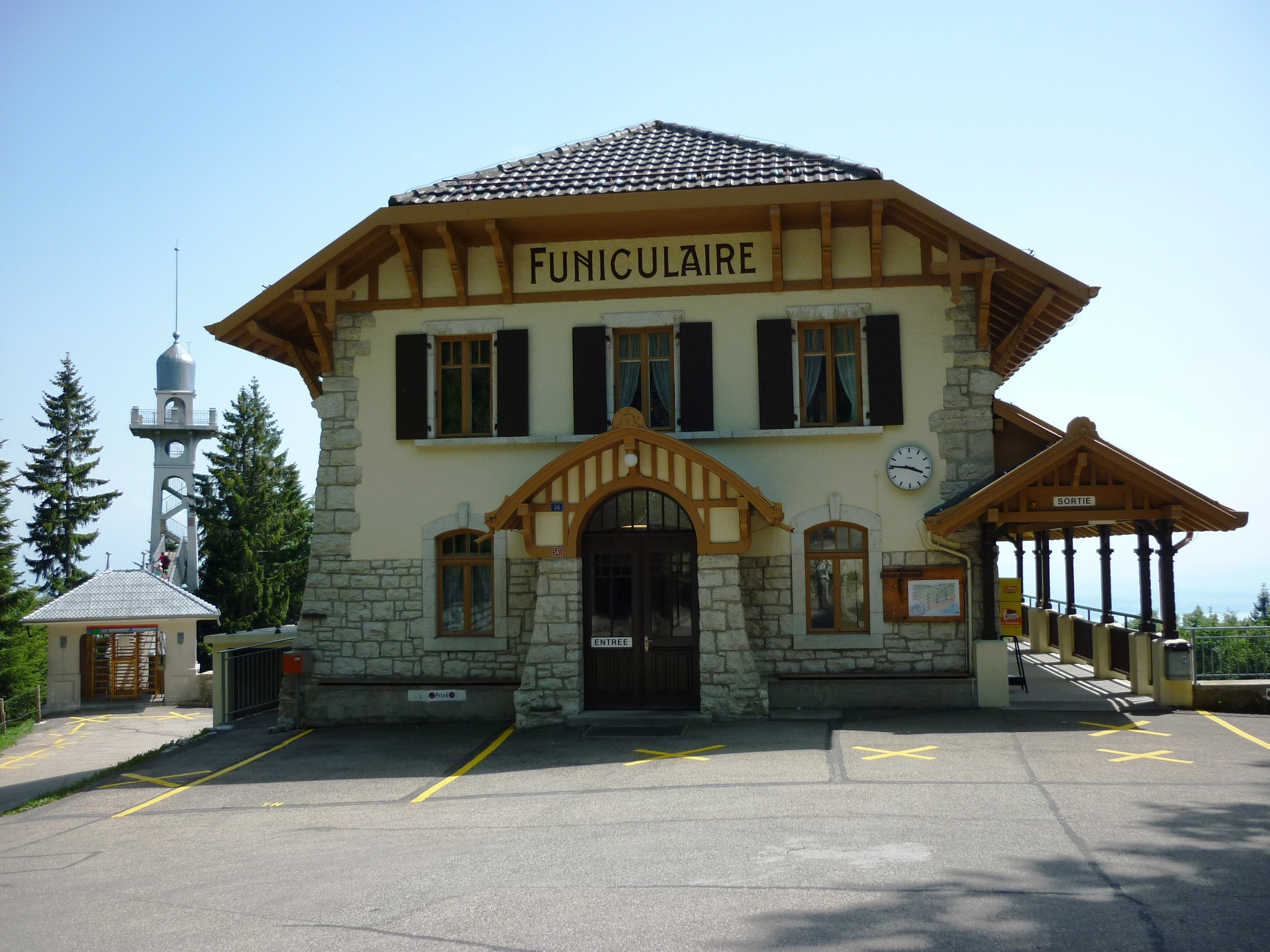
Côté opposé de la station de Chaumont

Le funiculaire de Chaumont est un des trois funiculaires des Transports publics neuchâtelois ; il relie La Coudre à la Montagne de Chaumont. D'une longueur de 2091 mètres, il est en service depuis le 17 septembre 1910.

## Technique
Dès l'origine, la traction du funiculaire était électrique, et il comportait deux voitures, l'avalante faisant contrepoids pour tracter plus facilement la montante. En 1995, deux nouvelles voitures construites par   Ceretti & Tanfani remplaceront celles des débuts.
L'installation a été modernisée en 2007, avec la mise en service d'une nouvelle machinerie plus puissante permettant la suppression de l'une des deux voitures de 1995.
Devenue inutile, la voiture n° 451 a été mise à la ferraille.
Il est situé dans les zones 10 et 11 ONDE VERTE.

### Données techniques
- Longueur exploitée : 2 091 mètres[2]
- Longueur totale : 2 092 mètres
- Dénivelé : 570 mètres
- Rampe : de 14,5 à 46,0 %
- Écartement des rails : 988 mm
- Vitesse : 5 m/s max (exploitation à 4 m/s)
- Capacité : 70+1, dont 28 assis
- Puissance machine : 335 kW
- Transformations : 1995, 2007
- Constructeurs : Von Roll, CWA, FreyAg